# Ruokosaari (ö i Södra Savolax, Nyslott)
Ruokosaari är en ö i Finland. Den ligger i sjön Orivesi och i kommunen Nyslott i  landskapet Södra Savolax, i den sydöstra delen av landet, 300 km nordost om huvudstaden Helsingfors. Öns area är 4,8 hektar och dess största längd är 480 meter i öst-västlig riktning.